# Little Island no Pier 55
Little Island no Pier 55 (chamado também de Little Island @Pier 55) é um parque público de ilha artificial localizado no Rio Hudson, a oeste de Manhattan. na cidade de Nova York, adjacente ao Hudson River Park. Ele foi desenhado por Thomas Heatherwick e fica perto do cruzamento da West Street com a Rua 13 nos bairros Meatpacking District e Chelsea. Está localizado um pouco a oeste da costa de Manhattan no topo do Hudson River Pier 55 e é conectado ao Hudson River Park por passarelas nas ruas 13 e 14.
O Little Island tem quase 1 hectare e é sustentado por 132 estruturas em forma de vaso suspensas acima da água, que por sua vez estão em 280 estacas de concreto que se estendem até o leito do rio. A instalação das estacas foi supervisionada por engenheiros da Arup Group e fabricados em Upstate New York pela Fort Miller Company. O parque possui vários gramados, caminhos e plantas, que foram arranjados pela paisagista Signe Nielsen. As plantações e o solo foram projetados para reduzir a erosão e também foram arranjados esteticamente. Além disso, Little Island tem um pequeno palco e três arquibancadas de concessão, além de um anfiteatro para 687 lugares.
Os planos surgiram em novembro de 2014 para um novo parque, conhecido como Pier 55, projetado por Heatherwick e amplamente financiado por Barry Diller e Diane von Fürstenberg, com algum financiamento da cidade de Nova York e dos governos estaduais. Originalmente, a construção deveria começar em 2015 e o parque teria sido concluído em 2018 ou 2019. No entanto, a construção do parque foi adiada por ações judiciais do City Club de Nova York. Os planos para o cais foram cancelados em setembro de 2017 devido a ações judiciais e estouros de custo. No mês seguinte, a proposta foi reavivada quando o governador do estado Andrew Cuomo concordou em fornecer financiamento para o parque. A construção da estrutura começou em abril de 2018 e uma pedra fundamental simbólica foi lançada em dezembro de 2018. O projeto foi renomeado Little Island em 2019 e inaugurado em 21 de maio de 2021.

## Descrição
Little Island Park é adjacente ao Hudson River Park perto do cruzamento da West Street com a Rua 13 em Manhattan. O parque fica nos bairros de Meatpacking District e Chelsea, em Manhattan. Encomendado pelo empresário Barry Diller e projetado pela empresa de Thomas Heatherwick, a Heatherwick Studio, o parque cobre 2,4 acres (0,97 ha). É acessível por duas passagens que se estendem através da água do Hudson River Park. O parque pode acomodar 1.000 pessoas simultaneamente. Em 2021, o parque estava aberto das 6h à 1h diariamente, mas os visitantes são obrigados a fazer reservas se visitarem entre meio-dia e 20h.

### Projeto estrutural
O Grupo Arup supervisionou o projeto estrutural do parque. Little Island é sustentado por 132 estruturas em forma de vaso suspensas acima da água. Os vasos variam em altura e estão entre 15 e 62 pés (4,6 e 18,9 m) acima da linha d'água média e tem um formato de tulipas. Isso foi feito para proteger o parque de uma inundação em pelo menos 500 anos, na qual o nível da água no rio sobe até 11 pés (3,4 m). A altura dos vasos foi projetada para dar a aparência de uma folha flutuante ou de uma onda. Numerosas outras empresas estiveram envolvidas no projeto estrutural, incluindo a empreiteira de cimento pré-moldado Fort Miller Company, o consultor marítimo Mueser Rutledge da Consulting Engineers e a empreiteira marítima Weeks Marine.
Cada vaso tem de quatro a seis seções de concreto leve, chamadas de "pétalas", que são projetadas para reduzir a carga sobre as estacas. O concreto pré-moldado também deve ser resistente à erosão e corrosão. Os potes de concreto foram fabricados pela Fort Miller Company em sua fábrica em Easton no estado de Nova York. A Fort Miller Company contratou um parceiro para criar moldes de espuma para as peças dos potes usando um cortador a laser. Foram fabricados 39 tipos de moldes. De acordo com o presidente da empresa, "Um terço completo de nossa capacidade de produção anual foi substituída por este projeto".
Depois que as pétalas foram fabricadas, elas foram levadas para o porto de Coeymans, um porto no rio Hudson ao sul de Albany, Nova York. No porto de Coeymans, a Weeks Marine reuniu as pétalas individuais e usou um guindaste para carregá-las nas barcaças. As barcaças normalmente viajavam do porto de Coeymans para Manhattan em 14 horas. Uma vez em Manhattan, os potes foram instalados em seus suportes usando um guindaste de 350 toneladas. O maior suporte tem 9,1 m de altura e pesa 90 toneladas. Os potes ficam em 267 ou 280 estacas de concreto, que se estendem no máximo 200 pés (61 m) no fundo do rio Hudson. Cada pilha mede 3 pés (0,91 m) de diâmetro e pode suportar cargas de 250 a 350 toneladas curtas (220 a 310 toneladas longas; 230 a 320 t). As estacas eram vazadas em seus núcleos, com guias de metal para permitir que os potes fossem instalados sem que as estacas tombassem. Os vasos são colocados a 9 ± 3 polegadas (229 ± 76 mm) de distância.

### Paisagem

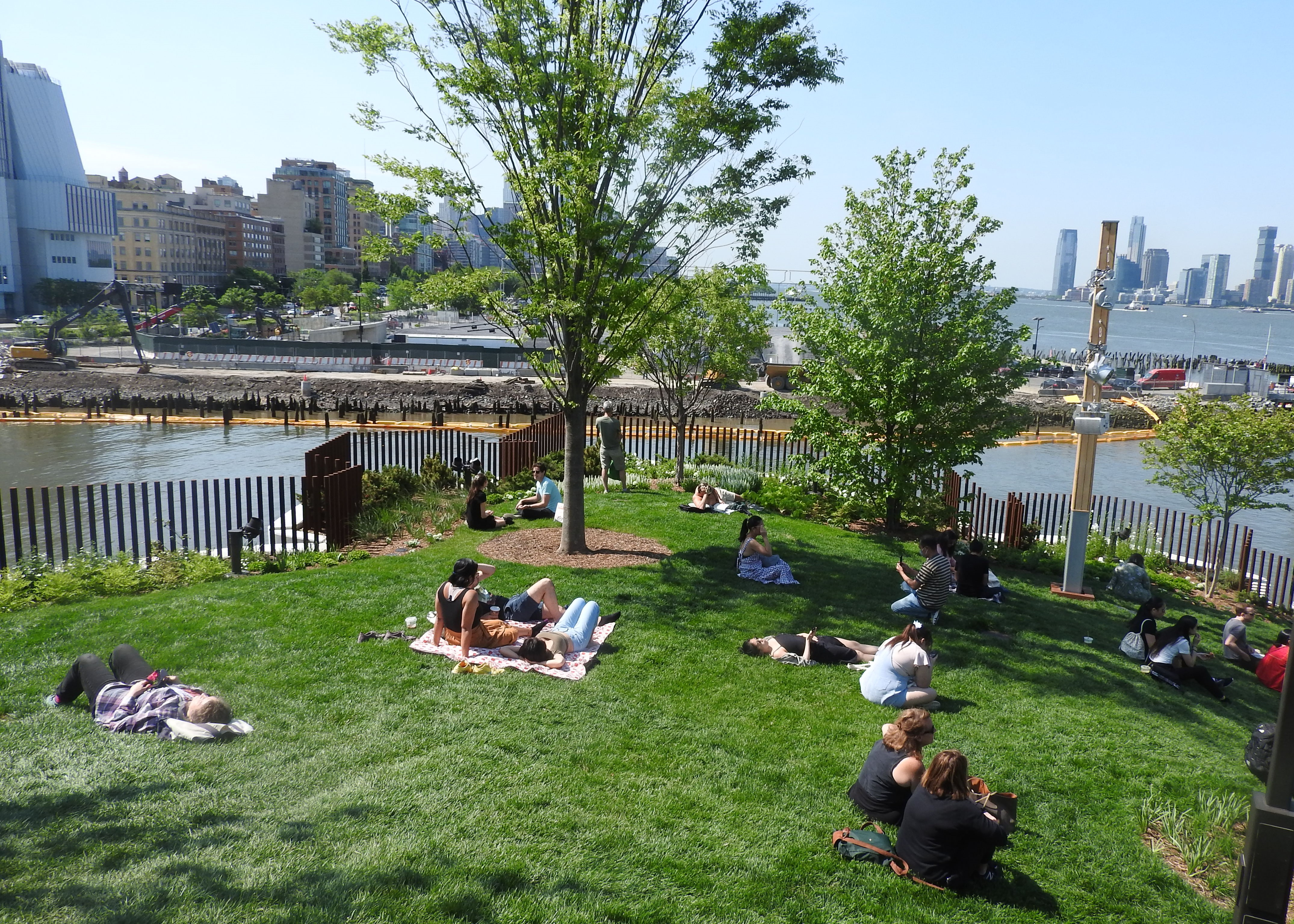
Uma das áreas verdes do parque.

Signe Nielsen da Mathews Nielsen Landscape Architects foi a paisagista do parque, enquanto a BrightView Landscape Development foi a contratante da paisagem. Nielsen "queria que os nova-iorquinos sentissem alegria e entusiasmo em cada curva, desde o momento em que colocarem os pés aqui" Para conseguir isso, as plantações foram organizadas em padrões de cores específicos. Por exemplo, uma parte do parque foi plantada com plantas amarelas, douradas, lilases e roxas contrastando umas com as outras.
A paisagem inclui 35 espécies de árvores e 65 espécies de arbustos. Além disso, existem 270 espécies de plantas perenes e gramíneas. Na inauguração do parque em 2021, a paisagem continha sessenta e seis mil bulbos e 114 árvores. As árvores originais têm até 35 pés (11 m) de altura com diâmetros de tronco de 12 polegadas (300 mm). As árvores são plantadas em 4 pés (1,2 m) de solo, que é estabilizado por geofibras e alimentado por um grande sistema de irrigação. A composição do solo foi projetada para reduzir a erosão, e sempre-vivas e outras plantações foram usadas para proteger o parque dos fortes ventos do rio Hudson.
Os quatro cantos do parque são projetados com diferentes topologias. Existem três gramados, bem como um "jardim secreto" plantado exclusivamente com flora branca. Um dos gramados, o Gramado Principal, fica no centro do parque. Juntamente com as paisagens, o parque contém áreas de observação cénicas. Existem mirantes nos cantos noroeste, sudoeste e sudeste do parque. As passarelas levam às porções mais altas de Little Island, em um layout semelhante à porção sul da Governors Island.

### Concessões e programação
Uma parte do parque contém um pequeno palco e arquibancadas de concessão. De acordo com Diller, a administração do parque entrevistou a empresa de Danny Meyer para o cargo de concessionária antes de selecionar uma empresa menor, a Savory Hospitality. Savory opera três barracas de concessão de comida e bebida ao redor de uma praça chamada "The Play Ground". As bebidas servidas nas barracas de concessão incluem coquetéis feitos sob medida para os visitantes do parque. A parte sul do parque contém o "The Glade", uma área de artes e ofícios para famílias e crianças.
Há também um anfiteatro de 687 lugares apelidado de "The Amph", que fica na extremidade oeste de Little Island. O Amph fica acima da colina mais alta do parque, onde há um píer plano com banheiros públicos e vestiários dos atores. Na inauguração do parque em 2021, a maioria dos eventos no Amph eram gratuitos, mas, para shows com ingressos, trinta por cento dos ingressos seriam vendidos online. Os shows com ingressos são em grande parte gratuitos ou têm baixas taxas de admissão, e a programação educacional e as apresentações são programadas para seis dias por semana. As taxas de admissão gratuitas ou baixas foram um termo do contrato de arrendamento de Diller com o Hudson River Park Trust, que opera o Hudson River Park. De acordo com os termos do acordo, pelo menos 51% dos ingressos devem custar menos de 30 dólares.

## História

### Planejamento e construção

#### Proposta inicial

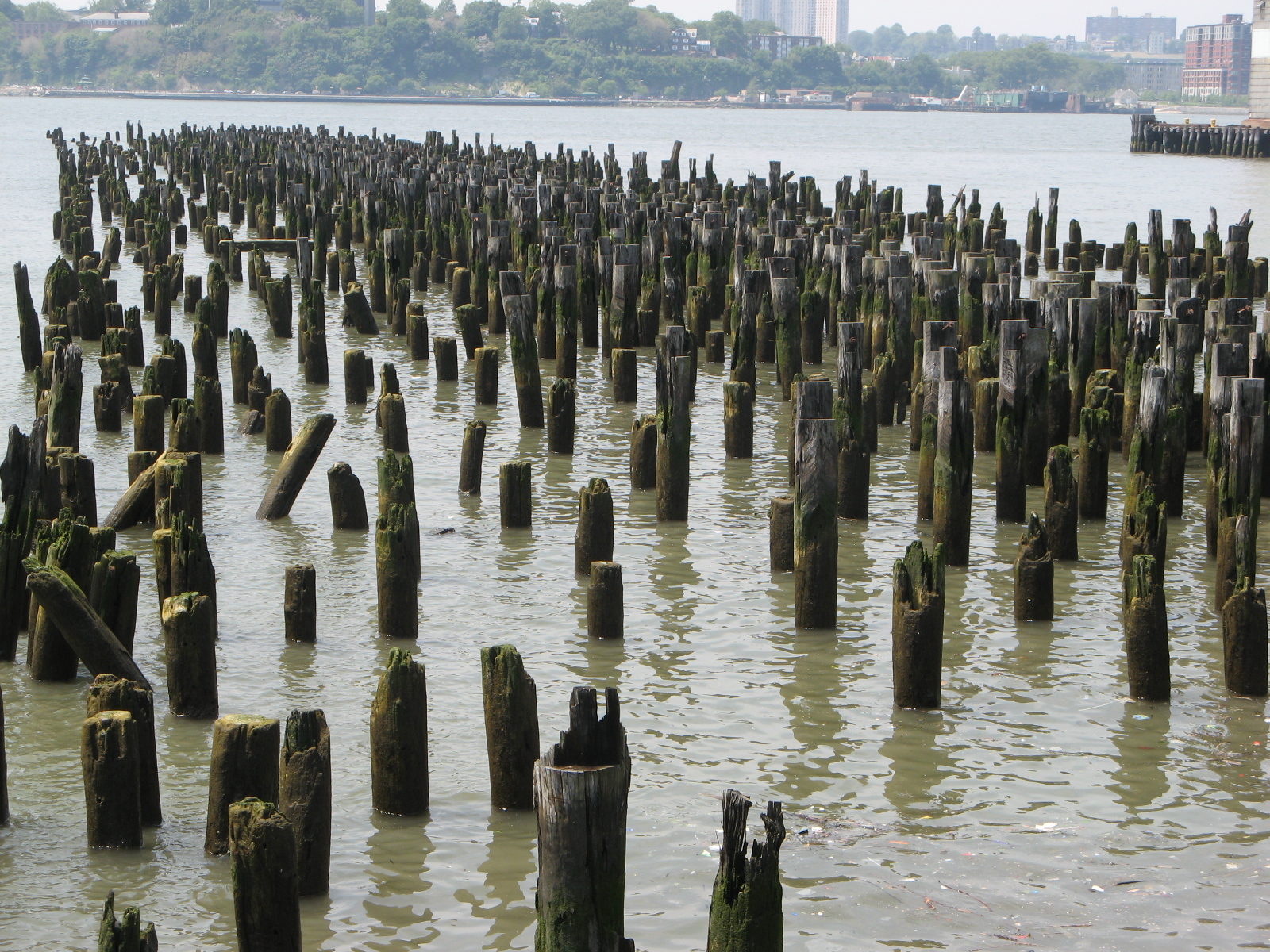
O Pier 55 antes da construção do parque.

Em 2011, o Hudson River Pier 55 estava se deteriorando, uma situação que foi agravada pelo furacão Sandy em Nova York no ano seguinte. Em uma festa de 2011 para doadores do parque High Line, Diana Taylor do Hudson River Park Trust abordou Diller para determinar seu interesse em reconstruir o cais. Diller apoiou a ideia de reconstruir o cais, mas disse que gostaria de ser "ambicioso" quanto ao espaço. Seu conceito inicial previa uma estrutura de US$ 35 milhões "com algumas árvores".
Em novembro de 2014, foi anunciado que um novo parque seria projetado pela Heatherwick Studio no local do antigo Pier 55 ao longo do Rio Hudson. As estimativas do parque de 2,3 acres (0,93 ha) variaram entre US$ 130 milhões e US$ 160 milhões. A fundação de Diller, liderada conjuntamente por sua esposa Diane von Fürstenberg, contribuiu com US$ 100 milhões e fez planos para doar outros US$ 30 milhões. A cidade e o estado prometeram dar US$ 17 milhões e $ 18 milhões, respectivamente. Na época, a construção deveria começar em 2015 e terminar em 2018 ou 2019. O projeto era provisoriamente conhecido como Pier 55 e deveria ser construído entre os locais do píer 54 e 56. O parque deveria flutuar completamente acima da água, apoiado em 300 pilares de concreto.
Em 2015, o Hudson River Park Trust havia aprovado planos para construir um parque na Rua 13 que se estendia por 186 pés (57 m) a oeste para o rio Hudson. O Manhattan Community Board 2 também apoiou os planos para o parque. Diller chamou Heatherwick para projetar um parque no local. De acordo com Diller, o primeiro plano era "completamente impossível de construir" e lembrava a "Arca de Noé em aço inoxidável". O plano subsequente de Heatherwick para os vasos de concreto elevados foi projetado ao longo de um ano e meio, enquanto Nielsen levou um ano para projetar os vasos individuais para conter a paisagem. Von Fürstenberg tentou convencer Diller a não construir o parque, dizendo que ele era vulnerável à elevação do nível do mar, mas Diller disse que os planos estavam protegidos contra uma enchente em 500 anos. O projeto foi apelidado de Ilha Diller por causa da estreita associação de Diller com o projeto. De acordo com von Fürstenberg, os planos do parque eram todos "o sonho de Barry".

#### Questões legais
O City Club de Nova York entrou com uma ação para impedir a construção do parque em 2015, alegando que os planos não haviam passado por uma revisão ambiental adequada e que o projeto estava usando uma antiga revisão realizada na demolição do Pier 54 adjacente. para o City Club, o trust concluiu que não houve efeitos ambientais adversos na instalação de 547 estacas profundas para o parque. O Departamento de Conservação Ambiental do Estado de Nova York (DEC) e o Corpo de Engenheiros do Exército dos Estados Unidos (USACE) ainda não haviam aprovado os planos para o parque. O DEC então aprovou os planos em março de 2016. No mês seguinte, um juiz da Suprema Corte de Nova York indeferiu o caso. O City Club entrou com um recurso e uma audiência foi agendada para setembro de 2016. Nesse ínterim, um tribunal de apelação impôs uma liminar em junho de 2016, interrompendo temporariamente qualquer trabalho posterior. Menos de um mês depois, a liminar foi parcialmente suspensa, permitindo o trabalho em nove estacas. Na audiência de apelação, representantes dos desenvolvedores do Pier 55 argumentaram que o trust havia realizado uma revisão ambiental adequada. O tribunal rejeitou o recurso do City Club. O processo foi encaminhado ao Tribunal de Apelações de Nova York, que também rejeitou o recurso.
Durante o processo de apelação do processo do City Club, Diller alegou que o desenvolvedor Douglas Durst estava financiando o processo contra o Pier 55. Durst, que já apoiou o Hudson River Park, renunciou à presidência do Hudson River Park Confie em vários desacordos. No início de 2017, Durst confirmou que havia financiado o processo do City Club contra o projeto, embora tenha dito que não esteve envolvido com os processos por meio ano. Em uma entrevista ao jornal The Villager, Durst disse que não queria personalizar a disputa sobre o Pier 55. Durst afirmou: "Não tenho nada contra Diller - exceto que ele disse que gostaria de ter sido morto por meu irmão". Na época, Robert Durst havia sido acusado de matar conhecidos, e Diller posteriormente se desculpou pelos comentários.
O projeto ainda enfrentava questões legais do DEC, por causa de uma licença ambiental em disputa, e do USACE, por causa das alegações de que os planos violavam a Lei da Água Limpa. O USACE aprovou uma licença em março de 2017, quando um juiz do Tribunal Distrital dos Estados Unidos decidiu que a licença era inválida porque não havia considerado o impacto do parque proposto em um santuário de vida selvagem próximo. Os custos do projeto chegaram a US$ 200 milhões até então, e a obra teve que ser interrompida. Em junho de 2017, o USACE emitiu uma licença para a construção do parque depois que os planos foram ligeiramente modificados. A contínua disputa entre os desenvolvedores do City Club e do Pier 55 levou o prefeito da cidade, Bill de Blasio para solicitar que Durst paresse de financiar as ações judiciais contra o parque.

#### Cancelamento e renascimento

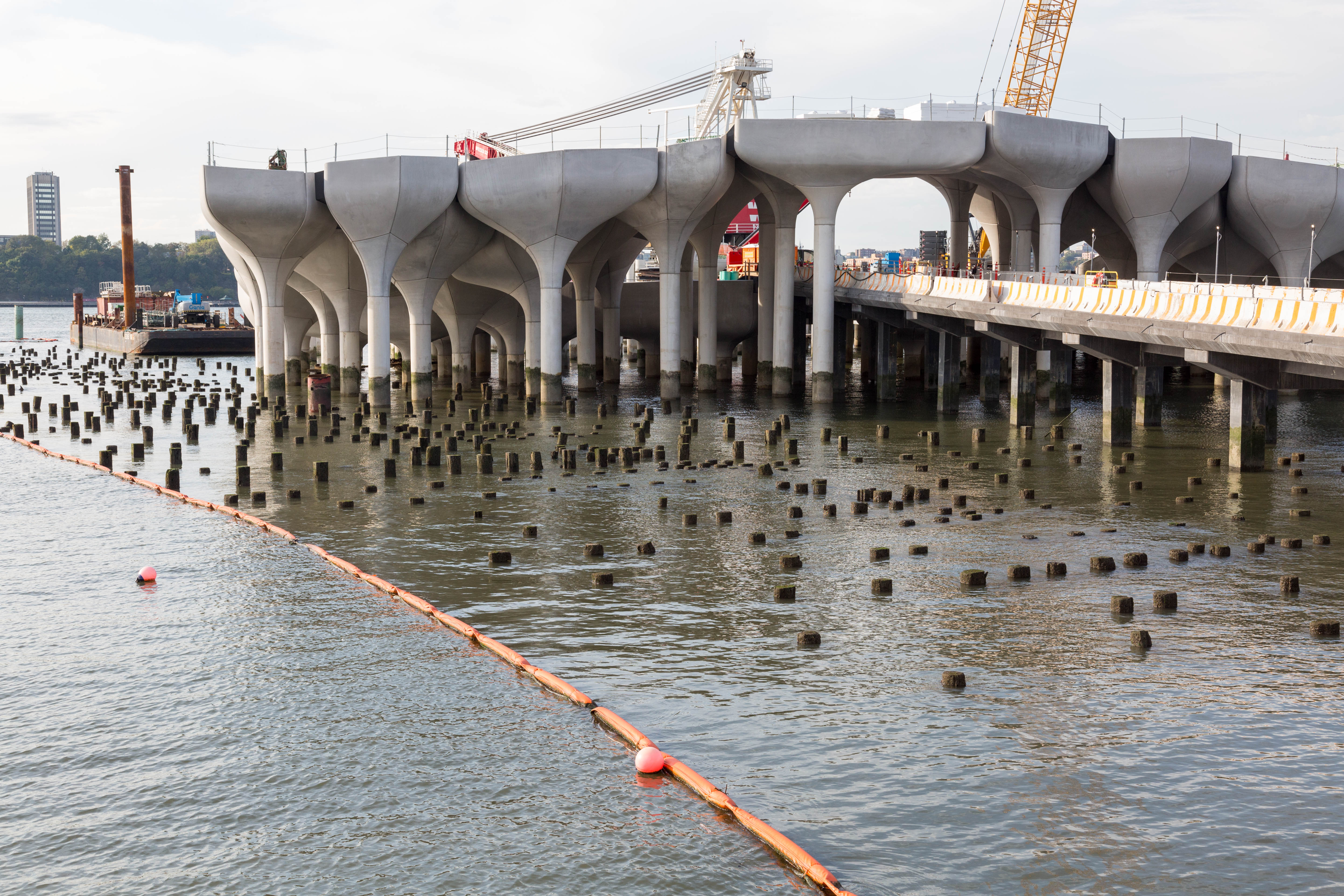
Período de construção em 2019.

Os planos para o parque foram cancelados em setembro de 2017 devido a contínuas disputas legais. O parque também experimentou estouros de custo, pois seu orçamento ultrapassou US$ 200 milhões até então. De acordo com Diller, ele já havia investido $ 45 milhões do dinheiro de sua fundação. No dia em que o projeto foi cancelado, ele estava programado para pedir $ 80 milhões em cimento. Depois que seus advogados o informaram que os advogados do City Club poderiam solicitar uma liminar sobre o projeto, von Fürstenberg e os filhos do casal aconselharam Diller a interromper o projeto e "ir aonde quiser". Os advogados do City Club expressaram entusiasmo com o cancelamento do parque. Entre os desapontados apoiadores do projeto estavam o Hudson River Park Trust, o prefeito de Blasio, Andrew Cuomo e o senador dos EUA Chuck Schumer.
O cancelamento do parque durou apenas quarenta e três dias. Em 25 de outubro de 2017, o governador de Nova York, Andrew Cuomo, organizou um acordo no qual o Pier 55 seria concluído. Cuomo concordou em completar os 30% restantes do Hudson River Park incompleto, desde que ganhasse a eleição para governador de Nova York em 2018. Cuomo também prometeu que a ecologia do estuário do rio Hudson não seria adversamente afetada pela construção do Pier 55. Em troca, os advogados do City Club desistiram de seus processos contra o Pier 55.
Cuomo forneceu US$ 50 milhões para o parque em abril de 2018, mas com a condição de que a cidade levantasse uma quantia equivalente. [53] A construção da estrutura começou no mesmo mês, com a construção de passarelas da esplanada do Parque do Rio Hudson até o futuro local do parque. A nova estimativa para o projeto era de US$ 250 milhões. Naquele agosto, as estacas estavam sendo instaladas. Uma pedra fundamental simbólica foi lançada em dezembro de 2018. Nesta época, o primeiro dos vasos do parque foi entregue do interior do estado de Nova York e instalado no Píer 55. O parque em si foi planejado para ser significativamente concluído em 2020 e aberto ao público no início de 2021. Os potes foram fabricados e entregues pela Fort Miller Company a partir de 2018. As estacas sobre as quais os potes deveriam ser instalados só podiam ser cravados de maio a novembro de cada ano. Como resultado, 164 estacas foram cravadas em 2018 e as 103 restantes foram cravadas de maio a julho de 2019. A construção subsequente da paisagem, concessão e áreas de programação exigiram coordenação entre as diferentes empreiteiras devido ao espaço limitado para as áreas de preparação. Vários guindastes foram usados, incluindo um em uma barcaça, e os materiais foram entregues por barcaça.
Em outubro de 2019, grande parte do perímetro do parque havia sido instalada. Naquele mês, o projeto foi renomeado para Little Island. As primeiras árvores em Little Island foram instaladas em março de 2020. De acordo com as fotos tiradas no mês seguinte, todas as pilhas e vasos foram instaladas, e as camadas de solo que sustenta a vegetação estavam sendo plantadas. Apesar do início da pandemia de COVID-19 na cidade de Nova York durante 2020, a construção do parque foi autorizada a prosseguir, mesmo quando a maioria dos outros projetos foram forçados a parar. O trabalho foi temporariamente interrompido por três semanas para desinfetar o local de trabalho, mas o parque foi classificado como um "projeto essencial". Como a maior parte do trabalho foi conduzida ao ar livre, o canteiro de obras de Little Island foi considerado um lugar menos provável para COVID-19 se espalhar em comparação com projetos internos. A construção do parque foi quase concluída no início de 2021.

#### Abertura

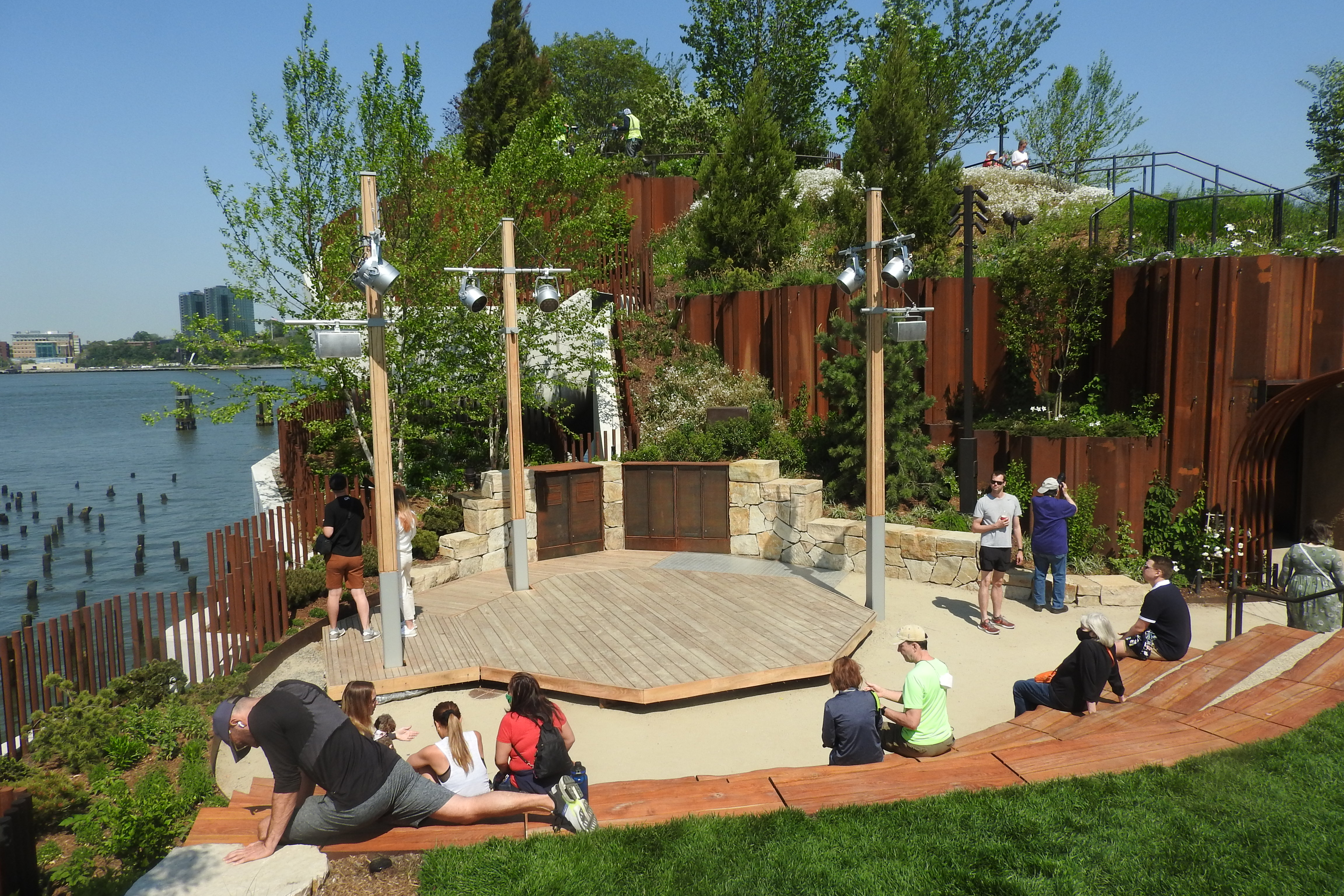
Movimentação no dia da abertura.

A ideia de apresentações no parque foi criada no meio do desenvolvimento do parque. Entre os consultores artísticos que Diller contratou estavam o diretor de cinema Stephen Daldry, o dramaturgo George Wolfe e o produtor de cinema Scott Rudin. No início de 2021, os desenvolvedores de Little Island anunciaram que o parque teria um programa de artistas residentes. Os primeiros artistas residentes são a coreógrafa Ayodele Casel e os atores Tina Landau, Michael McElroy e a PigPen Theatre Company. As residências foram planejadas antes da pandemia de COVID-19, mas por causa das restrições que impediam apresentações em ambientes fechados, a diretora executiva de Little Island, Trish Santini, disse que o trabalho dos artistas era mais importante. Os artistas residentes trabalhariam com a equipe de produção do parque por um período de três anos. Rudin continuou a servir como um conselheiro artístico para Little Island, mesmo depois que alegações de abuso contra ele surgiram no início de 2021.
O parque foi inaugurado oficialmente em 21 de maio de 2021. A construção custou US$ 260 milhões. Os visitantes foram inicialmente solicitados a fazer reservas se desejassem visitar durante o meio-dia. A abertura do parque coincidiu com o afrouxamento das restrições à pandemia na cidade de Nova York, o que fez com que o site de ingressos do parque quebrasse. Na abertura do parque, o crítico de arquitetura Michael Kimmelman escreveu para o The New York Times que o conceito de design "está na veia teatral das loucuras inglesas dos jardins do século 18". A fundação da família Diller concordou em financiar a manutenção do parque, incluindo a programação, por vinte anos. De acordo com Barry Diller, a contribuição total da fundação para o parque chega a uma cifra estimada de US$ 380 milhões, dos quais os custos de manutenção compreendem US$ 120 milhões. Entre os artistas programados para aparecer na temporada de abertura do Amph está o American Ballet Theatre.